# Ichneumon obfuscatus
Ichneumon obfuscatus är en stekelart som beskrevs av Gmelin 1790. Ichneumon obfuscatus ingår i släktet Ichneumon och familjen brokparasitsteklar. Inga underarter finns listade i Catalogue of Life.